# ديفيد غيتس
ديفيد غيتس (بالإنجليزية: David Gates)‏ هو عازف قيثارة وعازف بيانو وكاتب أغاني ومغني وعازف كمان وموسيقي ومغن مؤلف أمريكي، ولد في 11 ديسمبر 1940 في تلسا في الولايات المتحدة.

## وصلات خارجية
- ديفيد غيتس على موقع IMDb (الإنجليزية)
- ديفيد غيتس على موقع ميوزك برينز (الإنجليزية)
- ديفيد غيتس على موقع إن إن دي بي (الإنجليزية)
- ديفيد غيتس على موقع أول ميوزيك (الإنجليزية)
- ديفيد غيتس على موقع ديسكوغز (الإنجليزية)
- ديفيد غيتس على موقع قاعدة بيانات الفيلم (الإنجليزية)